# 我山之石
《我山之石》是著名历史学者易中天的作品，易中天从书中剖析了诸子百家治国理政的优点和缺点，同时引用现代生活中的实力来做佐证，最后得出结论，儒墨道法均可借鉴，但是适应不了现代社会，民主、科学和法治才是当今社会的救世救国之道。

## 内容
《我山之石》通过易中天对诸子百家中的儒墨道法四家的治国理政经验和政策的剖析与对比，借鉴中华文化古代的经验，也指明了中国未来的出路：民主、科学和法治。

## 风格
书籍对先秦诸子百家中的儒墨道法四家的思想用现代汉语进行了提炼和简要说明，主要集中在“儒墨之争”、“儒道之争”、“儒法之争”的焦点上，通过古人思想的争锋来阐述其思想和智慧。

## 评价
易中天自谓：“故事精彩、语言鲜活，比《品三国》更耐咀嚼”。